# Georg Neumüller (Politiker)
Georg Neumüller (* 9. August 1806 in Marburg; † 16. April 1868 ebenda) war ein deutscher Gutsbesitzer und Mitglied der kurhessischen Ständeversammlung.

## Leben
Georg Neumüller war ein Sohn des Posthalters Wilhelm Neumüller und dessen Ehefrau Anna Catharina Schmidt. Er absolvierte ein Studium an der Philipps-Universität Marburg und wurde später Offizier in der Bürgerwehr. 1850 war er dort Oberleutnant bzw. Rittmeister. 
Von seinem Vater übernahm er das Gut Schwanhof und ebenso die Marburger Postmeisterei. Dieses Amt übte er bis 1854 aus.
Von 1852 bis 1854 und von 1860 bis 1861 hatte er ein Mandat für die Zweite Kammer der kurhessischen Ständeversammlung, gewählt aus den Reihen der größeren Grundbesitzer.
Das Parlament wurde nach den Unruhen im Jahre 1831 zum Zweck der Beratung und Verabschiedung einer Verfassung gebildet und hatte bis 1866 Bestand, als das Land Hessen durch Preußen annektiert wurde.  